# Didemnum sanakiensis
Didemnum sanakiensis is een zakpijpensoort uit de familie van de Didemnidae. De wetenschappelijke naam van de soort is voor het eerst geldig gepubliceerd in 1999 door Sanamyan.